# گوسفند سوالدیل
گوسفند سوالدیل نژادی از گوسفند می‌باشد که نامش را از دره سوالدیل واقع در شهرستان یورکشایر بریتانیا گرفته‌است. این نژاد بیشتر در مناطق مرتفع، واقع در مرکز انگلستان زندگی می‌کنند.